# Ultima noapte a copilăriei
Ultima noapte a copilăriei este un film românesc din 1968 regizat de Savel Știopul. Rolurile principale au fost interpretate de actorii Liviu Tudan, Anton Tauf, Cornel Guriță și Irina Gărdescu.

## Distribuție
Distribuția filmului este alcătuită din:
- Liviu Tudan — Lucian („Lulu”) Hora, un tânăr absolvent de liceu, pasionat de muzică
- Anton Tauf — Dudu, coleg de clasă al lui Lucian, premiantul liceului
- Cornel Guriță — Maximilian („Max”) Preda, coleg de clasă al lui Lucian, boxer amator la clubul „Avântul”
- Irina Gărdescu — Mina, verișoara lui Maximilian, pictoriță ratată, fata pe care o iubește Lucian
- Silvia Bădescu — Fana, colegă de clasă a lui Lucian, care s-a îndrăgostit de el
- Alinta Ciurdăreanu — Silvia, iubita lui Maximilian, desenatoare tehnică
- Vincențiu Grigorescu — dr. Vlad Dognaș, tatăl lui Lucian, medic chirurg la un spital
- Vera Petreanu — Sonia, mama lui Lucian, actriță mânuitoare de păpuși
- Dorin Dron — antrenorul de box de la clubul „Avântul”
- Constantin Diplan — Paul Polizu, regizor de televiziune, un bărbat divorțat care o curtează pe Mina
- Fabian Gavriluțiu Cavuri
- Luminița Stoilescu
- Rodica Nastu
- Florentina Andronescu
- N.N. Matei
- Haralambie Polizu (menționat H. Polizu)
- Carol Marcovici
- Alexandra Polizu
- Paul Strasmuschi
- Ozi Segall
- Ion Dragomirescu
- Dumitru Dinulescu
- Gheorghe Iliuță

## Primire
Filmul a fost vizionat de 776.106 spectatori în cinematografele din România, după cum atestă o situație a numărului de spectatori înregistrat de filmele românești de la data premierei și până la data de 31 decembrie 2014 alcătuită de Centrul Național al Cinematografiei.